# Свято-Троицкий собор (Покров)
Свя́то-Тро́ицкий собор — бывший православный собор, расположенный в городе Покрове Петушинского района Владимирской области. Сейчас в здании располагается дом культуры, действует воскресная школа.

## История
Троицкая церковь построена в 1831—1836 годы на средства купцов Михаила и Прохора Сарычевых в стиле позднего классицизма. Церковь имела три престола: главный — во имя Живоначальной Троицы, в приделах — во имя Архистратига Михаила и благоверных князей Бориса и Глеба. До 1870 года Троицкая церковь была приписной к Покровской церкви. Утварью, ризницей, иконами и богослужебными книгами церковь была снабжена довольно богато. Причт в Покрове состоял сначала из 2 священников, диакона и причетников, с 1857 года прибавлены были ещё священник и диакон.
В 1870 году Троицкая церковь была переименована в городской собор. После этого причт состоял из протоиерея, 2 священников, штатного диакона и трёх псаломщиков. На содержание их получается: процентного причтового капитала 2060 рублей, арендной платы за церковную землю 350 рублей и от служб и требоисправлений 6100 рублей, а всего около 6500 рублей в год. Для жительства членов причта устроен особый дом. Богослужение здесь совершалось в тёплое время года — с 1 мая по 1 октября.
Приход Свято-Троицкого собора состоял из города Покрова и 12 окрестных деревень; во всех этих поселениях по клировым ведомостям за 1896 год числилось 2024 души мужского пола и 2374 — женского. В Покрове имелось двухклассное городское мужское училище, одноклассное женское училище, двухклассная церковно-приходская школа (открыта 20 сентября 1870 года).
Президиум Мособлисполкома постановил: «1 октября 1934 г. Троицкий летний каменный холодный собор в г. Покрове закрыть, здание использовать под культурные нужды». При обследовании 16 февраля 1934 года техником А. С. Еремеевой «выявлено, что собор каменный, площадью в 400 кв. м., ранее был предназначен для службы в летний сезон, а потому никакого отопления в нём не имеется. Простейшее приспособление его: самую высокую часть — для установки водонапорного бака, а нижнюю — для складочных помещений».
В 1950-х годы собор был перестроен, лишившись колокольни и пятиглавия. В здании собора был устроен дом культуры.
В 2006 году создана община собора, обсуждалось восстановление храма. У стен перестроенного собора был воздвигнут памятный крест в память всех похороненных на уничтоженном в советское время городском кладбище.